# St. Stephen (Carolina del Sud)
St. Stephen è un comune degli Stati Uniti d'America, situato in Carolina del Sud, nella Contea di Berkeley.